# Paola Amar Sepúlveda
Paola Andrea Amar Sepúlveda (Santiago de Chile, 13 de enero de 1974) es científica, empresaria, ingeniera, administradora de empresas, investigadora y escritora colombo-chilena. Es autora de publicaciones científicas en revistas nacionales y extranjeras, con experiencia en el sector educativo, público, empresarial y en la gestión de proyectos de innovación, desarrollo tecnológico y gestión del conocimiento. Ha ejercido los cargos de rectora encargada de la Universidad del Atlántico, Subsecretaria de Gestión Empresarial de la Gobernación del departamento del Atlántico, Vicerrectora Académica de la Universidad Tecnológica de Bolívar, par evaluador del Consejo Nacional de Acreditación (CNA) para programas de Maestrías y Doctorados, Directora del Grupo de Gestión de la Innovación y la Tecnología reconocido y escalafonado por Colciencias en categoría A1 e Investigadora Senior de Colciencias.
Desde febrero de 2014 hasta diciembre de 2023 ejerció el cargo de Vicerrectora de Investigación, Extensión e Innovación de la Universidad Simón Bolívar, logrando el posicionamiento dicha Universidad como la mejor de Colombia en la categoría de Desarrollo Tecnológico e Innovación, por dos años consecutivos, según el ranking publicado por Sapiens Research, y CEO del Centro de Crecimiento Empresarial e Innovación MacondoLab galardonada como incubadora Top Challenge a nivel mundial por UBI GLOBAL durante tres años consecutivos (2017, 2018 y 2019); y Clasificada en el puesto 13 de América Latina de Gust por Fundacity. En la actualidad se desempeña como Secretaria de Educación de la ciudad de Barranquilla.

## Biografía
Hija de José Amar Amar y Antonieta Sepúlveda, hermana de José Gabriel Amar Sepúlveda, actual Representante a la Cámara por el departamento del Atlántico, y Alexandra Amar Sepúlveda. Es madre de Valeria y Laura. 
Estudios
Paola Amar, cursó la primaria en el Colegio Británico Internacional  de la ciudad de Barranquilla y el bachillerato en la misma institución. Se graduó como Administradora de Empresas en la Universidad del Norte de Barranquilla. Tiene una especialización en Gestión Industrial en la Universidad Politécnica de Valencia, otra en Estudios Políticos y Económicos en la Universidad del Norte; es magíster en Estudios Políticos y Económicos de la misma institución de educación superior, y un doctorado en Ingeniería Industrial con énfasis en Gestión de la Innovación y del Conocimiento en la Universidad Politécnica de Valencia.
Inició su trayectoria en el ámbito académico como profesora de tiempo completo en la Universidad del Atlántico, de la que posteriormente fue Rectora encargada. En la gestión pública inició en el año 2005 ocupando el cargo de Subsecretaria de Gestión Empresarial de la Gobernación del departamento del Atlántico.

## Trayectoria

### Académica
Su trayectoria académica tuvo inicio en el año 1998 cuando fue Becaria de Doctorado y Postdoctorado del Instituto de Gestión de la Innovación y el conocimiento. Desde entonces ha ocupado los siguientes cargos en diversas Instituciones de Educación Superior:
- Profesora de tiempo completo en la Universidad del Atlántico, de septiembre de 2000 hasta enero de 2004

- Rectora (encargada) en la Universidad del Atlántico, de junio de 2005 hasta febrero de 2006.
- Profesora de tiempo completo en la Universidad del Norte, de septiembre de 2006 hasta enero de 2007.
- Vicerrectora Académica y Directora de Investigación en la Universidad Tecnológica de Bolívar, de febrero de 2007 hasta noviembre de 2012.
- Profesora de la Facultad de Economía y Negocios en la Universidad Tecnológica de Bolívar, de enero de 2013 hasta febrero de 2014.
- CEO del Centro de Crecimiento Empresarial e Innovación MacondoLab de la Universidad Simón Bolívar, de febrero de 2014 hasta la fecha.
- Vicerrectora de Investigación, Extensión e Innovación de la Universidad Simón Bolívar, de febrero de 2014 hasta la fecha.

#### Vicerrectora de Investigación, Extensión e Innovación de la Universidad Simón Bolívar
En febrero de 2014 asumió el cargo de Vicerrectora de Investigación, Extensión e Innovación de la Universidad Simón Bolívar, hasta el fecha. Llevándola a posicionarse como referente a nivel nacional y regional en temas de investigación, innovación y desarrollo tecnológico, así mismo a obtener el reconocimiento como la mejor universidad de Colombia en la categoría de Desarrollo Tecnológico e Innovación por dos años consecutivos, según el ranking publicado por Sapiens Research; la categorización del 84% de los grupos de la Universidad Simón Bolívar en las categorías más altas (A1 y A), y del 73,8% de los investigadores de la institución en los perfiles más altos (Emérito, Senior, y Asociado), de acuerdo a la más reciente Medición de grupos de investigación, desarrollo tecnológico y/o innovación y Reconocimiento de investigadores del Sistema Nacional de Ciencia, Tecnología e Innovación de Colciencias.

#### CEO de MancondoLab
Actualmente es la CEO del Centro de Crecimiento Empresarial e Innovación de la Universidad Simón Bolívar.  Alcanzando ser el operador de los programas SBDC del Ministerio de Comercio, Industria y Turismo, y Apps.co del Ministerio de Tecnologías de la Información y las Comunicaciones. Además, MacondoLab ha sido clasificado en el puesto 13 de América Latina de Gust por Fundacity, y galardonado como incubadora Top Challenge a nivel mundial por UBI GLOBAL (2017, 2018 y 2019). El Banco Interamericano de Desarrollo, destacó a MacondoLab "como uno de los espacios que acelera el emprendimiento de la Industria Creativa en América Latina y el Caribe", al ser la única aceleradora empresarial del Caribe colombiano en temas de industrias creativas y culturales. Reconocimiento alcanzado gracias al diseño y la puesta en marcha de programas como Probeta y QuillaInnova de la Alcaldía de Barranquilla, Reto Creativo con la Gobernación del Atlántico y SIM de la Universidad Simón Bolívar con la Universidad Politécnica de Valencia; y al diseño de la política de Ciencia, Tecnología e Innovación (CTI) para el Distrito de Barranquilla.

### Cargos públicos
- Subsecretaria de Gestión Empresarial de la Gobernación del departamento del Atlántico, de enero de 2005 hasta junio de 2005.

Además, contribuyó con aportes a las siguientes políticas públicas:
- Política de Innovación para el departamento del Atlántico (2004 -2012)
- Plan prospectivo de ciencia, tecnología e innovación del departamento de Bolívar (2012 – 2032),[9] la hoja de ruta del departamento para la asignación de recursos por parte del departamento.
- Plan de Ciencia, Tecnología e Innovación (CTI) del Distrito de Barranquilla (2018 a 2022)
- Premio Nacional de Alta Gerencia para el Programa distrital Probeta[10] (2019)
- Política Nacional de Ciencia, Tecnología e Innovación - Libro Verde 2030[11] (2018)

### Cargos Empresariales
En su rol de asesora y consultora en desarrollo tecnológico y gestión de la innovación, apoyó la creación de las siguientes start up / spin off: 
- Bravdave - Sector TI
- Movilu SAS – Sector TI
- Digital Caribe – Sector TI
- Govista SAS – Sector TI
- UFOTECH S.A.S - Sector TI
- SEPIAROV S.A.S - Sector TI
- Qualum Corrosion And Wear Solutions S.A.S. - Sector TI

### Juntas directivas
Es miembro de las siguientes juntas directivas:
- Cotecmar, delegada por la Universidad Tecnológica de Bolívar.
- CUEE Caribe, directora Científica del Comité Universidad Empresa Estado del Caribe
- colombiano.
- Comité Departamental de Ciencia y Tecnología de Bolívar.
- Comité Departamental de Ciencia y Tecnología de Atlántico.
- Comisión Regional de Competitividad del Departamento del Atlántico.
- CIENTECH – Oficina de Transferencia de Resultados de Investigación (OTRI).

## Distinciones y becas
- Par Nacional para la evaluación de Maestrías y Doctorados para el CNA de Colombia.
- Beca de Doctorado por la Agencia Española de Cooperación Iberoamericana, AECI (octubre de 1996 - junio de 1999).
- Tesis de doctorado con la máxima calificación Sobresaliente “Cum Laude”, propuesta como mejor tesis de la Universidad Politécnica de Valencia, (España, 1999).
- Beca de Especialización por la Universidad Politécnica de Valencia (junio de 1999- junio de 2000).
- Beca del Programa de Cooperación Interuniversitaria AL.E., (como profesor invitado al Instituto de la Gestión de la Innovación y del Conocimiento, 2003).
- Tesis de maestría con la máxima calificación Sobresaliente (Universidad del Norte, 2004)
- Mujer sobresaliente del departamento del Atlántico 2005. (Categoría Investigación Científica, 2005)